# Basilica di Santo Stefano Rotondo al Celio

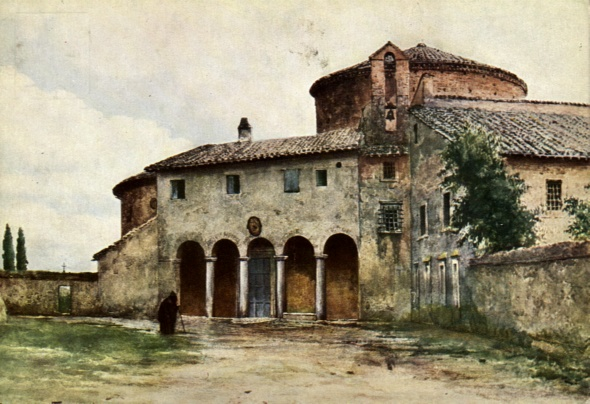
Veduta nel 1880 circa in un acquerello di Ettore Roesler Franz

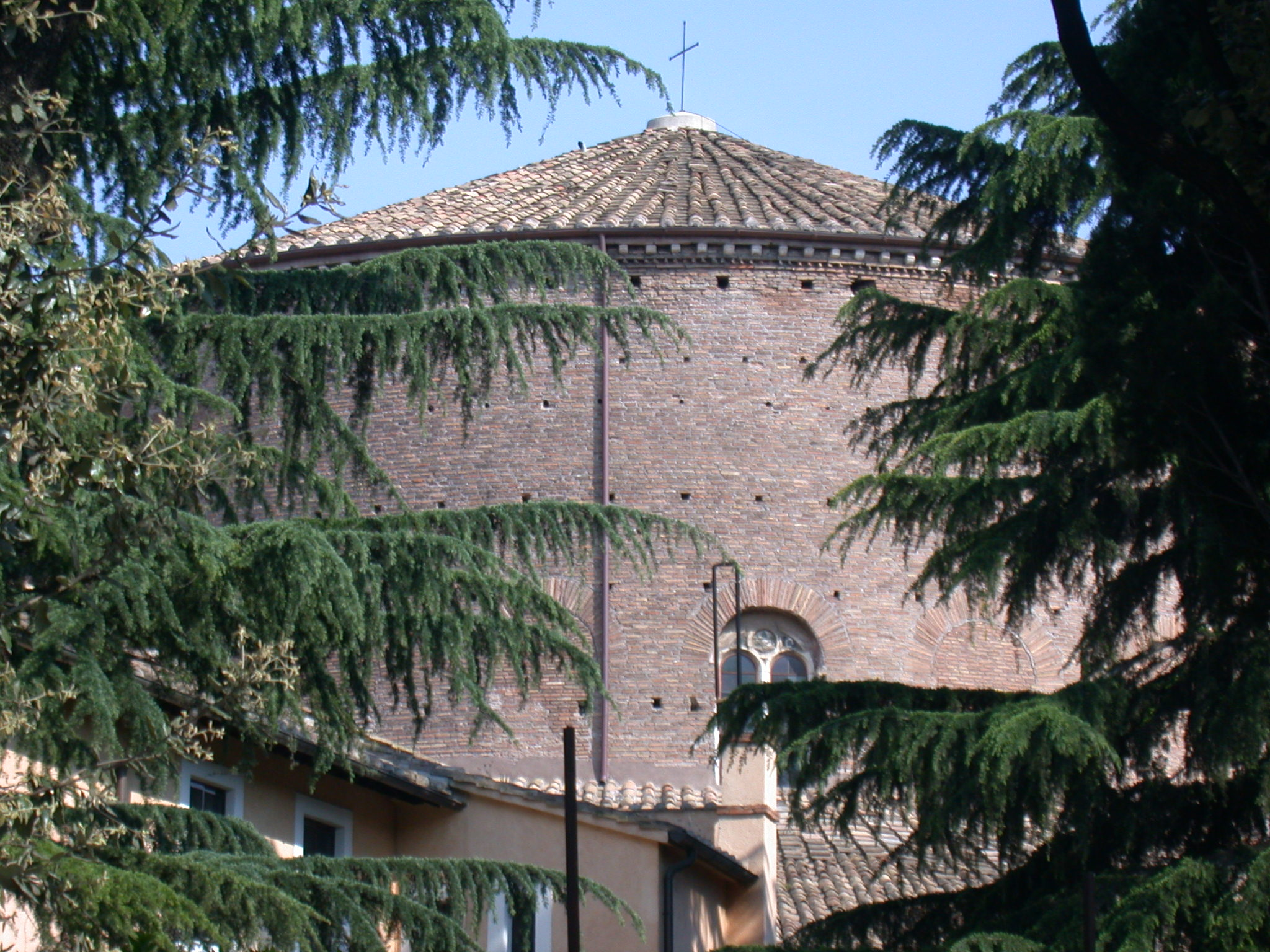
Scorcio dell'esterno

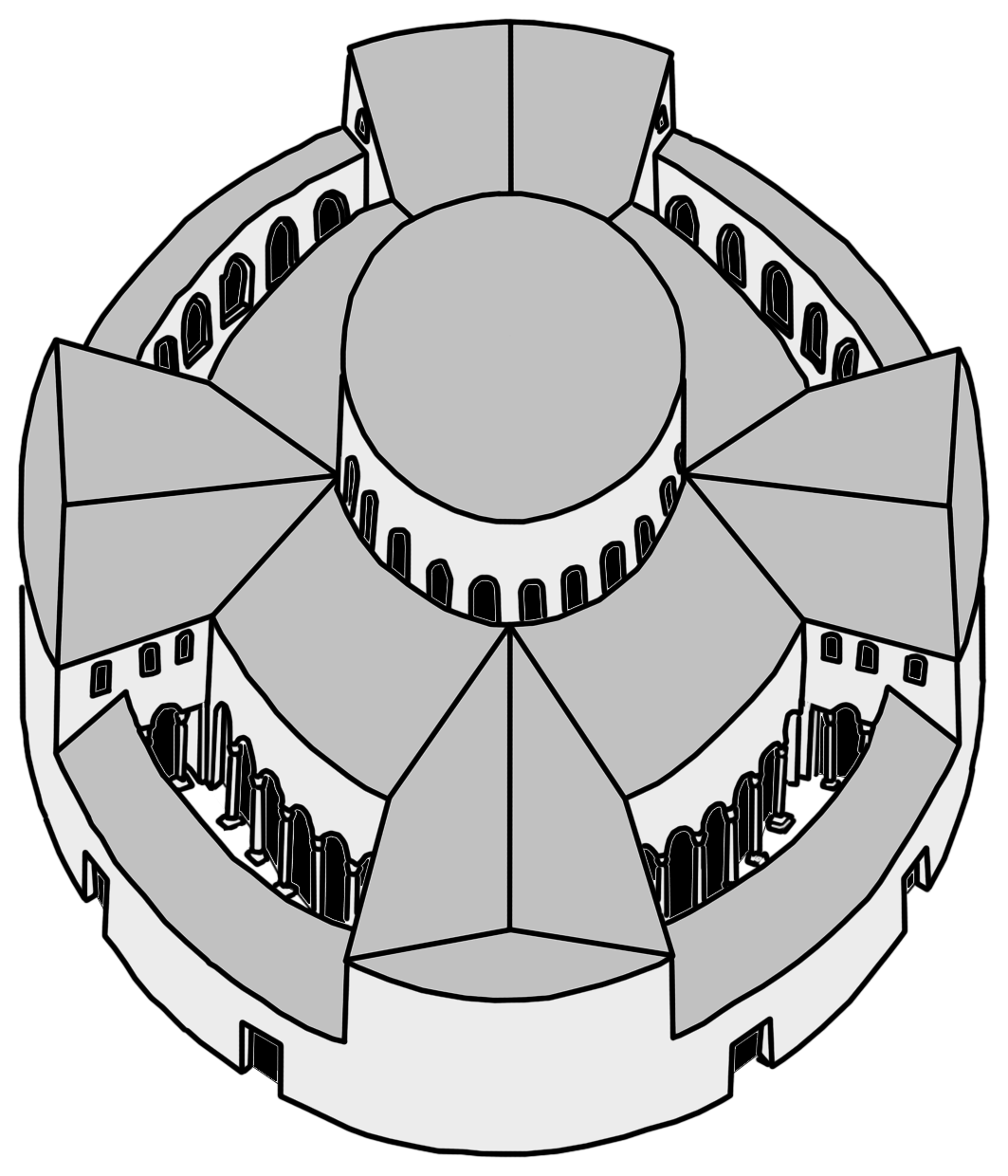
Schema ricostruttivo dell'esterno della chiesa nel V secolo, basato su ricostruzione grafica di Spencer Corbett

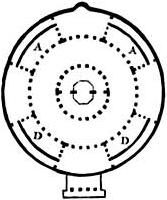
Ricostruzione della pianta medievale

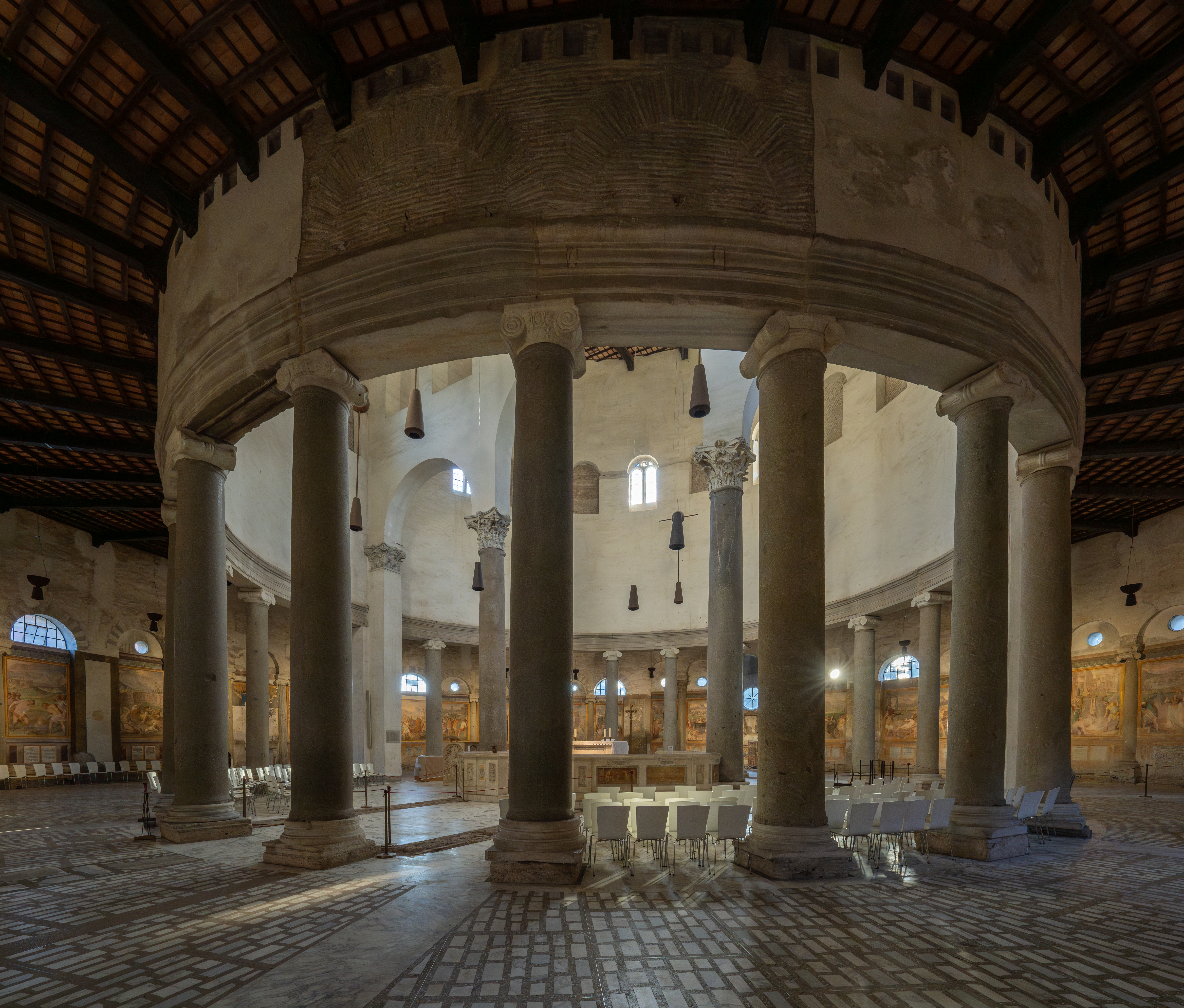
L'interno

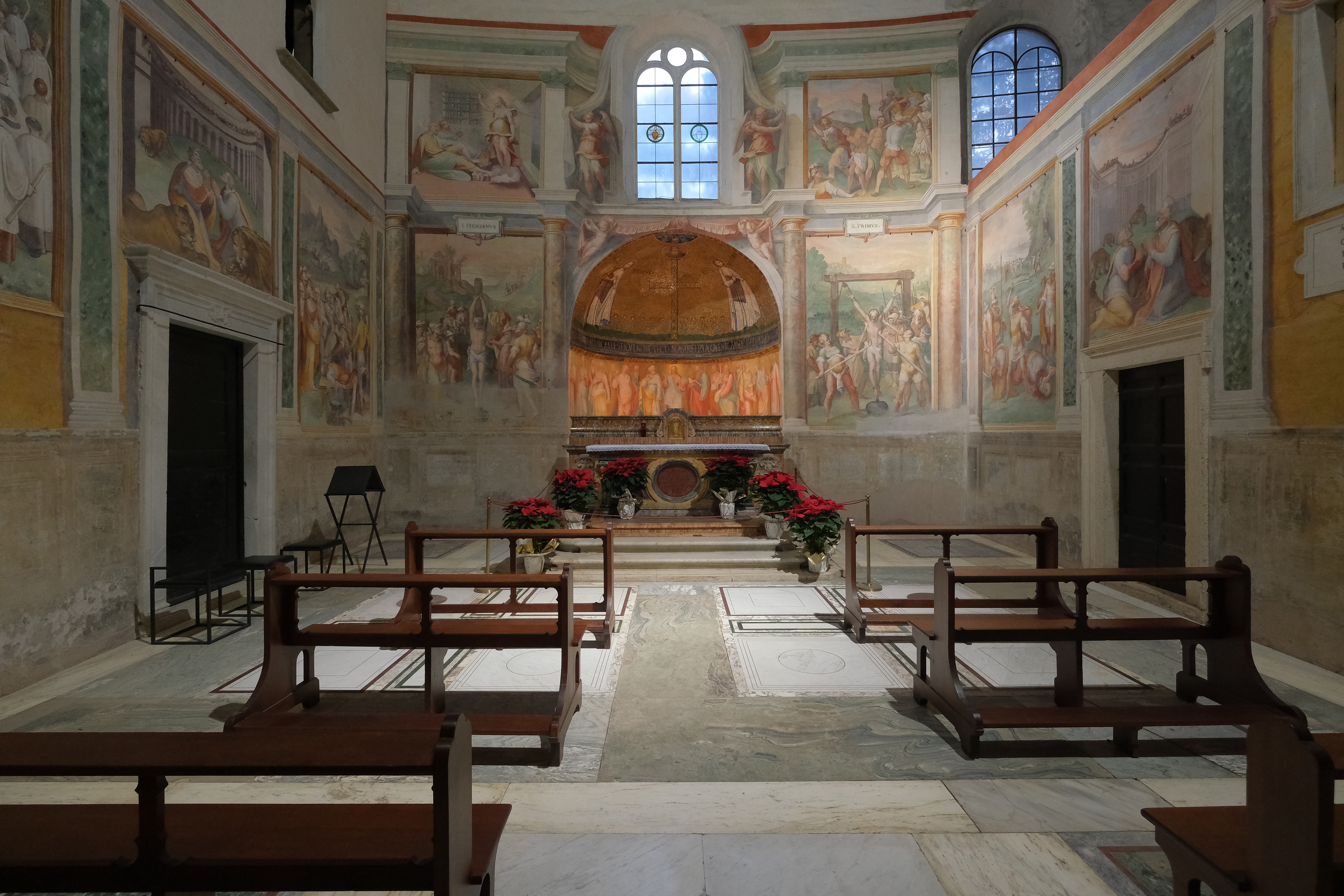
La cappella dei Santi Primo e Feliciano

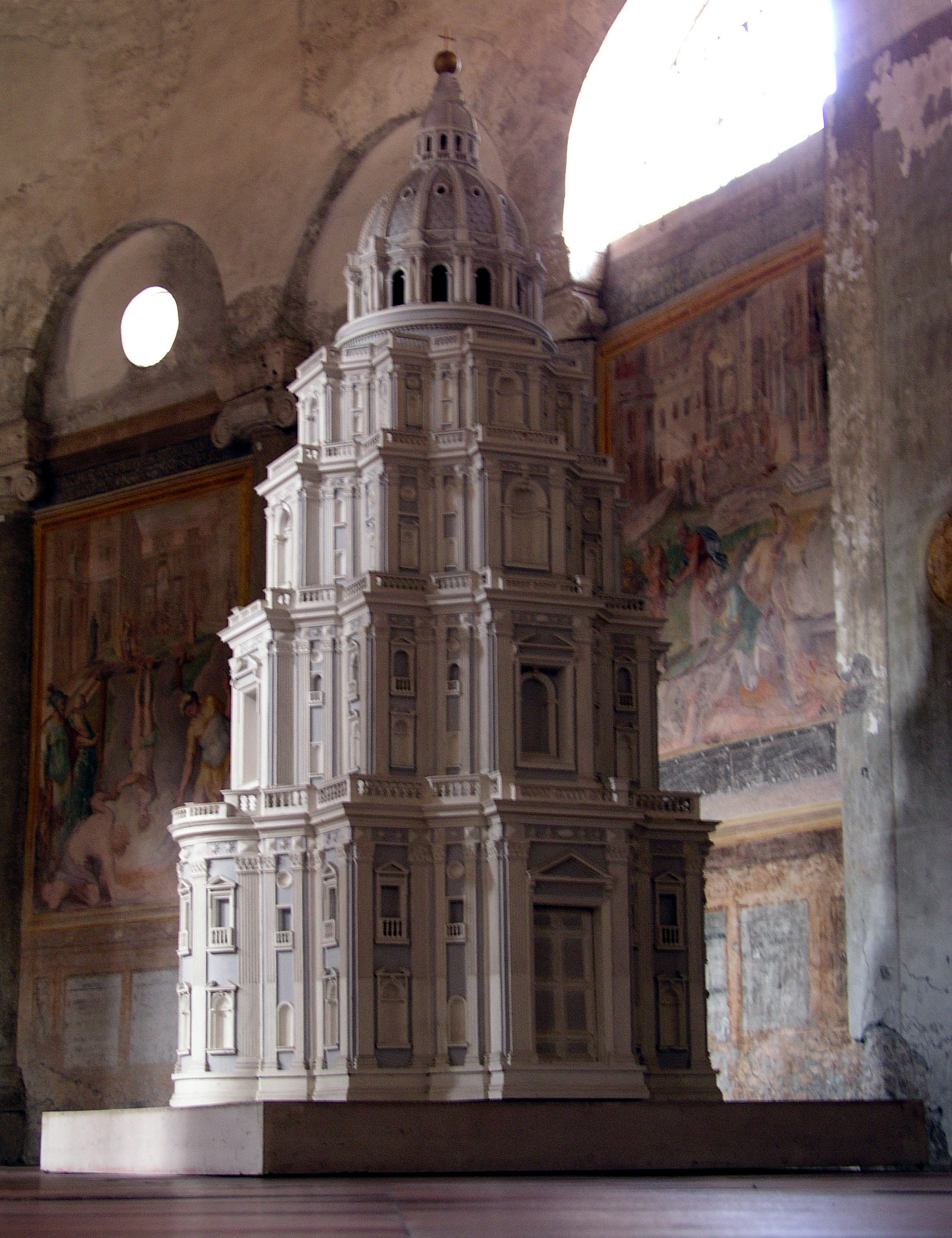
Il tabernacolo barocco

La basilica di Santo Stefano Rotondo al Celio è un luogo di culto cattolico del V secolo che sorge a Roma sul Celio.
Fu conosciuta anche come Santo Stefano in Girimonte, Santo Stefano in Querquetulano (per la sua vicinanza ad un querceto), Santo Stefano in capite Africae (per la sua vicinanza all'antico Vicus Capitis Africae).
Fin dalla costruzione la chiesa fu sede dell'omonimo titolo cardinalizio. Secondo il catalogo di Pietro Mallio, stilato sotto il pontificato di papa Alessandro III, questo titolo era legato alla basilica di San Lorenzo fuori le mura ed i suoi sacerdoti vi officiavano a turno.
Gestita in seguito e fino al 1580 dai paolini ungheresi, la chiesa da allora appartiene al Pontificio collegio germanico-ungarico in Roma. È stata eretta basilica minore ed è la chiesa nazionale di Ungheria. È una delle chiese stazionali di Roma.

## Le preesistenze di epoca romana
In passato, fino al XIX secolo, si credeva che la chiesa fosse stata edificata reimpiegando un edificio romano come le strutture del Macellum Magnum neroniano. Sembra invece che sorgesse in prossimità della caserma romana dei Castra peregrina, sede delle truppe speciali che svolgevano il ruolo dei moderni servizi segreti interni ed esterni, ed in corrispondenza di un mitreo che vi era stato impiantato intorno al 180 e che fu rimesso in luce nel 1973-1975. Nei pressi si trovava inoltre un'ampia residenza dei Valeri (domus Valeriorum).

## La chiesa del V secolo
La costruzione fu probabilmente voluta da papa Leone I (440-461), sotto il quale era stata edificata anche un'altra chiesa dedicata a santo Stefano (la basilica di Santo Stefano in via Latina), e dovette essere iniziata negli anni finali del suo pontificato: sono infatti state rinvenute in un tratto delle fondazioni dell'edificio due monete dell'imperatore Libio Severo (461-465); inoltre tramite la dendrocronologia si è appurato che il legno utilizzato nelle travi del tetto era stato tagliato intorno al 455. Dalle fonti sappiamo che tuttavia la chiesa venne consacrata solo successivamente, da papa Simplicio (468-483).
L'edificio aveva pianta circolare, costituita in origine da tre cerchi concentrici: uno spazio centrale (diametro 22 m) era delimitato da un cerchio di 22 colonne architravate, sulle quali poggia un tamburo (alto 22,16 m); tale parte centrale era circondata da due ambulacri più bassi ad anello: quello più interno (diametro 42 m) era delimitato da un secondo cerchio di colonne collegate da archi, oggi inserite in un muro continuo, mentre quello più esterno (diametro 66 m), scomparso, era chiuso da un basso muro.
Nell'anello più esterno dei colonnati radiali sormontati da un muro delimitavano quattro ambienti di maggiore altezza, che iscrivevano nella pianta circolare una croce greca riconoscibile anche all'esterno per la differenza di altezza delle coperture.
I tratti intermedi dell'anello più esterno, di altezza inferiore, erano ulteriormente suddivisi in uno stretto corridoio esterno, coperto da una volta a botte anulare, e in uno spazio più interno, probabilmente scoperto. Dai corridoi, a cui si accedeva dall'esterno mediante otto piccole porte, si passava agli ambienti radiali della croce greca, e da qui all'ambulacro interno e allo spazio centrale, coperti probabilmente con volte autoportanti, costituite forse da tubi fittili.
Gli interni erano riccamente decorati con lastre di marmo: sono stati rinvenuti tratti del pavimento originale, con lastre in marmo cipollino e fori sulle pareti testimoniano la presenza di un rivestimento parietale nello stesso materiale. Nello spazio centrale si trovava l'altare, inserito in uno spazio recintato.
Il colonnato che circonda lo spazio centrale è composto da 22 colonne con fusti e basi di reimpiego (di altezza diversa l'una dall'altra), mentre i capitelli ionici furono appositamente eseguiti nel V secolo per la chiesa. Anche gli architravi sopra le colonne, probabilmente rilavorati da blocchi reimpiegati di diversa origine, hanno altezze leggermente diverse.

### L'edificio nel contesto dell'architettura paleocristiana
L'edificio si inserisce nella "rinascita classica" dell'architettura paleocristiana romana, che raggiunse la sua massima espressione negli anni tra il 430 e il 460 (basilica di Santa Maria Maggiore, basilica di Santa Sabina, rifacimento del Battistero lateranense,
La pianta riprende, fondendoli, i due modelli di edifici a pianta centrale, la pianta circolare con deambulatorio e la pianta a croce greca, utilizzate già in epoca costantiniana per gli edifici di culto e in particolare per i martyria, memorie dei martiri.
La struttura dell'edificio presenta analogie con la pianta della rotonda (Anastasis) della basilica del Santo Sepolcro a Gerusalemme che, per il suo grande prestigio, rappresentò un modello duraturo per l'architettura occidentale, fino a tutto il medioevo.

## Gli interventi successivi
Tra il 523 e il 529, sotto i papi Giovanni I e Felice IV, sappiamo dalle fonti che la chiesa fu ornata da mosaici e rivestita in marmi preziosi.
Nella chiesa aveva predicato il papa Gregorio Magno, al quale viene attribuita una cattedra che tuttora vi è conservata, un sedile in marmo di epoca romana, dal quale vennero eliminati nel XIII secolo la spalliera e i braccioli.

Presso la chiesa, ricorda l'Armellini, in Notizie storiche e topografiche delle chiese di Roma vol. II, p. 121, 
 In questo monastero trovarono rifugio i seguaci di San Benedetto messi in fuga dai monasteri di Subiaco per opera dei Longobardi dopo il 601.

### La cappella dei santi Primo e Feliciano
Nel VII secolo papa Teodoro I (642-649) trasferì a Santo Stefano Rotondo le reliquie dei santi martiri Primo e Feliciano. Sul nuovo sepolcro dei martiri, collocato nel braccio nord-orientale, venne eretto un nuovo altare, con un paliotto d'argento, alle spalle del quale il muro esterno venne demolito per realizzarvi una piccola abside.
Il catino absidale venne decorato da un mosaico a fondo d'oro, sul quale sono raffigurati i due santi ai lati di una grande croce gemmata, sormontata da un medaglione con il busto del Cristo; da un anello superiore si intravede il cielo stellato, con la mano di Dio che offre la corona del martirio. Il mosaico, uno dei pochi esempi di quest'epoca ad essersi conservato a Roma, fu probabilmente eseguito da un artista di origine bizantina.
Nell'XI secolo la cappella fu ristretta con tramezzi per ospitare una sacrestia e un coro secondario e nel 1586 le pareti furono affrescate da Antonio Tempesta con le storie del martirio dei due santi. L'attuale altare si deve al 1736 ed è opera di Filippo Barigoni.

### I restauri del XII secolo
La chiesa decadde nei secoli successivi e perse le coperture originarie. Fu restaurata ad opera di papa Innocenzo II negli anni tra il 1139 e il 1143: l'anello esterno e tre dei quattro bracci vennero abbandonati, mentre rimase intatto solo quello che ospitava la cappella dei santi Primo e Feliciano. Il colonnato più esterno venne chiuso con muri in mattoni e fu creato un porticato di ingresso, coperto a volta, a cinque arcate su colonne con fusti di reimpiego in granito e capitelli tuscanici.
Nel rifacimento delle coperture dello spazio centrale si costruì, per ridurre l'ampiezza, un muro di tramezzo, aperto con tre archi (quello centrale più ampio dei due laterali) sostenuti da due grandi colonne, con fusti di granito e capitelli corinzi e basi di reimpiego. Infine, per consolidare la struttura, 14 delle finestre aperte sul tamburo vennero murate.

### I restauri del XV e XVI secolo e gli affreschi del Pomarancio
L'edificio, privo di un clero regolare, continuò ad essere trascurato e nel 1420 la chiesa venne descritta come basilica disrupta e se ne giunse a interpretare i resti come quelli di un tempio dedicato al dio Fauno. La convinzione che la chiesa derivasse dalla riutilizzazione di un edificio romano durò fino al XIX secolo, così come la denominazione di "Tempio di Bacco".
Papa Niccolò V (1447-1455) affidò il restauro completo dell'edificio allo scultore e architetto fiorentino Bernardo Rossellino, che rifece le coperture e il pavimento, rialzandone la quota, collocò al centro dell'edificio un altare marmoreo, eliminò definitivamente il cadente ambulacro esterno e tamponò le colonne del secondo anello con un robusto cilindro murario che corrisponde all'attuale parete esterna dell'edificio. Dei bracci della croce greca ne rimase quindi uno solo utilizzato come vestibolo in corrispondenza del portico d'ingresso del XII secolo.  Alcuni autori hanno ipotizzato nella sistemazione un ruolo progettuale anche di Leon Battista Alberti.
Nel 1613 sull'altare venne collocato un alto tabernacolo di legno intagliato, oggi nell'ambulacro.
La chiesa venne quindi affidata all'ordine paolino che la mantenne fino al 1580, quando papa Gregorio XIII la affidò al "Collegium hungaricum", poi a sua volta unificato al "Collegium germanicum", un convitto retto dai gesuiti destinato ai sacerdoti di lingua tedesca.
Nello stesso anno venne realizzata la nuova porta della sacrestia e intorno all'altare venne costruito un recinto ottagonale, decorato con sculture (stemmi papali) e affreschi di Niccolò Circignani, detto il Pomarancio. Il recinto è decorato con 24 scene che imitano rilievi scultorei, in toni di giallo, raffiguranti la storia di santo Stefano e del suo culto, in particolare, in Ungheria (vedi in particolare la scena del sogno di Sarota, madre di santo Stefano d'Ungheria).
Nel 1583 lo stesso Pomarancio ricevette l'incarico di affrescare il muro che chiudeva l'ambulacro con scene di martirio. Il ciclo inizia con la Strage degli innocenti, continuando con la Crocifissione di Gesù, a cui segue il martirio di santo Stefano, con sullo sfondo le raffigurazioni dei supplizi degli Apostoli. I dipinti sono forniti di didascalie in latino e in italiano. Alcune delle scene, in cattivo stato di conservazione, vennero malamente ridipinte nel XIX secolo

### La cappella di Santo Stefano d'Ungheria
Nel XVIII secolo, a mo' di risarcimento per la distruzione della chiesa nazionale ungherese di Santo Stefano degli Ungheresi, fu creata nella basilica di Santo Stefano Rotondo una nuova cappella nazionale ungherese per gli studenti provenienti dal Regno d'Ungheria.

## La chiesa oggi
Dal 1958 sono iniziati gli scavi archeologici nel sottosuolo della chiesa e nella zona circostante, ed una serie di restauri, tuttora in corso.
La basilica appartiene al Pontificio collegio germanico-ungarico e fa parte della parrocchia della vicina Santa Maria in Domnica alla Navicella. È titolo cardinalizio (titulus Sancti Stephani in Coelio Monte).